# Fungus (band)
Fungus is de eerste folkrockband van Nederland. De band is opgericht in 1972 en gestopt in 1979, en is vooral bekend geworden doordat ze een grote hit hadden met het zeemanslied Kaap'ren varen.

## Geschiedenis
In 1972 werd Fungus te Vlaardingen opgericht door Fred Piek en Bob Dekenga, en iets later aangevuld met Kees Maat. In 1973 kwamen Sido Martens en Koos Pakvis de band versterken, terwijl Dekenga de groep verliet. Aanvankelijk speelde de groep Angelsaksische folk, maar nadat Piek zich had verdiept in de thuisopnamen van veldwerker Ate Doornbosch, samensteller van het NOS radioprogramma Onder de Groene Linde, werd in 1974 een eerste album uitgebracht met voor de helft Engelse en voor de helft Nederlandse traditionele muziek, waaronder de hitsingle Kaap'ren varen. Door folkpuristen werd de aanpak van Fungus, met elektrische versterking en scherpe gitaarsolo's, verguisd. Volgens eigen zeggen heeft Fungus echter nooit gepretendeerd volksmuziek te maken, maar zagen ze zichzelf vooral als een popband. In 1974 kwam Louis Debij, een veelgevraagd sessie-drummer, bij de groep, en keerde Dekenga terug als vervanger van Maat, om in 1976 de groep definitief te verlaten. In 1975 had Martens de groep al verlaten en was vervangen door multi-instrumentalist Rens van der Zalm (later ook Wolverlei). Het tweede album (1975) en derde album (1976) van Fungus bevat uitsluitend Nederlandse traditionele muziek, maar het vierde album (1977) bevat enkel Britse traditionele muziek. Nadat Debij Fungus had verlaten in 1978, waren alleen Piek, Pakvis en Van der Zalm nog over, en werd eind dat jaar besloten de band op te heffen. In 1979 kwam nog een zesde album uit, dat voor de helft Engelse en voor de helft Nederlandse traditionele muziek bevat. Fred Piek richtte samen met Wim kerkhof The Amazing Stroopwafels op. Zowel Pakvis als van der Zalm werkten af en toe mee aan studio-albums van de Stroopwafels. In 1984 was er nog een eenmalig reünieconcert en in 2000 verscheen er nog een verzamelalbum op 2 cd's. In een nieuwe bezetting gaf Fungus zelfs weer enkele concerten. Van de originele bezetting waren in ieder geval Fred Piek, Sido Martens en Louis Debij van de partij.

## Bezetting
De voornaamste leden van de groep waren:
- Fred Piek - zang en gitaar (1972-1979)
- Bob Dekenga - accordeon, elektrische toetsen (1972-1973/1974-1976)
- Kees Maat - toetsen en zang (1972-1974)
- Koos Pakvis - basgitaar (1973-1979)
- Sido Martens - gitaar, mandoline en zang (1973-1975)
- Louis Debij - drums (1974-1978)
- Rens van der Zalm - viool, gitaar, mandoline, doedelzak, zang (1975-1979)
- Arie van der Graaf - elektrische gitaar (1977)

## Discografie

### Albums
| Album met eventuele hitnotering(en) in de Nederlandse Album Top 100 | Datum van verschijnen | Datum van binnenkomst | Hoogste positie | Aantal weken | Opmerkingen       |
| ------------------------------------------------------------------- | --------------------- | --------------------- | --------------- | ------------ | ----------------- |
| Fungus                                                              | 1974                  | 09-11-1974            | 16              | 11           |                   |
| Lief Ende Leid                                                      | 1975                  | -                     |                 |              |                   |
| Van de Kiel naar Vlaring                                            | 1976                  | -                     |                 |              |                   |
| Mushrooms                                                           | 1977                  | -                     |                 |              |                   |
| De kaarten zijn geschud                                             | 1979                  | -                     |                 |              |                   |
| The Fungus Collection                                               | 2000                  | -                     |                 |              | Verzamelaar (2CD) |

### Singles
| Single met eventuele hitnotering(en) in de Nederlandse Top 40 | Datum van verschijnen | Datum van binnenkomst | Hoogste positie | Aantal weken | Opmerkingen                      |
| ------------------------------------------------------------- | --------------------- | --------------------- | --------------- | ------------ | -------------------------------- |
| Farewell to Tarwathie                                         | 1973                  | -                     |                 |              |                                  |
| Kaap'ren varen                                                | 1974                  | 07-12-1974            | 29              | 3            | Nr. 29 in de Nationale Hitparade |
| Een boer ging naar de wei                                     | 1975                  | -                     |                 |              |                                  |
| Drie schuintamboers                                           | 1976                  | -                     |                 |              |                                  |
| Het Haagse garnalenmeisje                                     | 1976                  | -                     |                 |              |                                  |
| Fiddler John                                                  | 1977                  | -                     |                 |              |                                  |
| Moord te Raamsdonk                                            | 1979                  | -                     |                 |              |                                  |

### NPO Radio 2 Top 2000
| Nummer met noteringen in de NPO Radio 2 Top 2000 | '00 | '01  | '02  | '03  | '04  | '05  | '06  | '07  | '08  | '09  | '10  |
| ------------------------------------------------ | --- | ---- | ---- | ---- | ---- | ---- | ---- | ---- | ---- | ---- | ---- |
| Kaap'ren varen                                   | 924 | 1258 | 1329 | 1249 | 1530 | 1777 | 1939 | 1942 | 1674 | 1874 | 1843 |

1. ↑  Een vetgedrukt getal geeft de hoogste notering aan.
2. ↑  2000 was het eerste jaar met een notering voor dit nummer.
3. ↑  Deze tabel is bijgewerkt tot en met de laatst bekende editie (2024).